# Пулковска опсерваторија
Пулковска опсерваторија (рус. Пу́лковская Астрономи́ческая обсервато́рия) је главна астрономска опсерваторија Руске академије наука. Налази се 19 km јужно од Санкт Петербурга у рејону где је некад било село Пулково.
Опсерваторија је основана 1839., разорена за време Другог светског рата, а затим обновљена и отворена маја 1954. Део је места Унескове Светске баштине Историјски центар Санкт Петербурга и повезане групе споменика.